# Christine and the Queens
Christine and the Queens, conosciuto anche come Chris o Redcar, pseudonimo di Héloïse Adélaïde Letissier (Nantes, 1º giugno 1988), è un cantautore e pianista francese.
Il suo pseudonimo, adottato ufficialmente dal 2011 con la pubblicazione del primo EP Miséricorde, deriva da un viaggio effettuato nel 2010 a Londra, luogo in cui è stata ispirato dal lavoro di molti musicisti drag queen che l'hanno poi accompagnato nei suoi primi live (da qui the Queens). Il suo album in studio di debutto, Chaleur Humaine (2014), ottiene il plauso dalla critica internazionale, nonché ottimi risultati sia nella classifica francese, dove viene certificato disco di diamante per aver venduto oltre mezzo milione di copie, sia in quella britannica.
Il suo lavoro in ambito musicale e lo stile espressivamente particolare, che unisce arte, fotografia, musica e interpretazione vocale, le hanno permesso di ottenere nel 2015 il premio come miglior artista femminile dell'anno e miglior video dell'anno (per il singolo Saint Claude) al Victoires de la musique e nel 2016, durante la stessa competizione, il premio come miglior spettacolo dell'anno e nuovamente il premio per il miglior video, questa volta assegnato al singolo Christine, che ha ottenuto un ottimo successo commerciale sia in Francia che in Regno Unito ed Irlanda. Inoltre, il disco è stato nominato agli IMPALA Album of the Year Awards.

## Biografia

### Infanzia ed esordi
Héloïse Letissier è originaria di Saint-Sébastien-sur-Loire, piccola città della periferia di Nantes situata nel dipartimento della Loira Atlantica. Ha studiato, nei suoi primi anni, al liceo Clemenceau di Nantes, per poi proseguire gli studi a Parigi ed entrare infine a far parte nel 2008 della scuola teatrale di Lione.
Dopo aver sofferto di depressione, decide di recarsi per un breve periodo a Londra, dove entra in contatto con il mondo delle drag queen, che influenzeranno enormemente il suo stile artistico. Tornata in Francia nel 2010, decide di dar vita al progetto Christine and the Queens, unendo alla sua musica arte, fotografia, video e disegno.
Il debutto sulle scene musicali di Christine and the Queens avviene nel 2011, quando viene scoperto da Marc Lumbroso dell'etichetta discografica Remark Records, tramite la quale ha pubblicato il suo EP di debutto, Miséricorde, seguito da Mac Abbey. Il missaggio di entrambi i progetti musicali del cantante è stato curato dal concittadino Jean-François Moreau.
Dopo aver riscosso interesse da parte della critica musicale, Christine apre i concerti di artisti alternative come Lykke Li, The Dø, i Woodkid, Lilly Wood and the Prick nel 2013 e nello stesso anno Gaëtan Roussel, esibendosi alla maniera di Laurie Anderson.
I primi riconoscimenti arrivano nel 2012, quando Héloïse vince il premio di miglior scoperta dell'anno al festival francese Printemps de Bourges e quello come Premières Francos al festival Francofolies. L'ultimo lavoro del 2012 della cantante consiste in una sorta di collaborazione con il duo elettronico francese The Name. Nello stesso anno, in autunno, firma il contratto con la sua attuale casa discografica francese indipendente, la Because Music, con la quale ha pubblicato nel 2013 l'EP Nuit 17 à 52, etichettato come produzione electropop.

### 2014–2018:Chaleur Humainee il successo internazionale

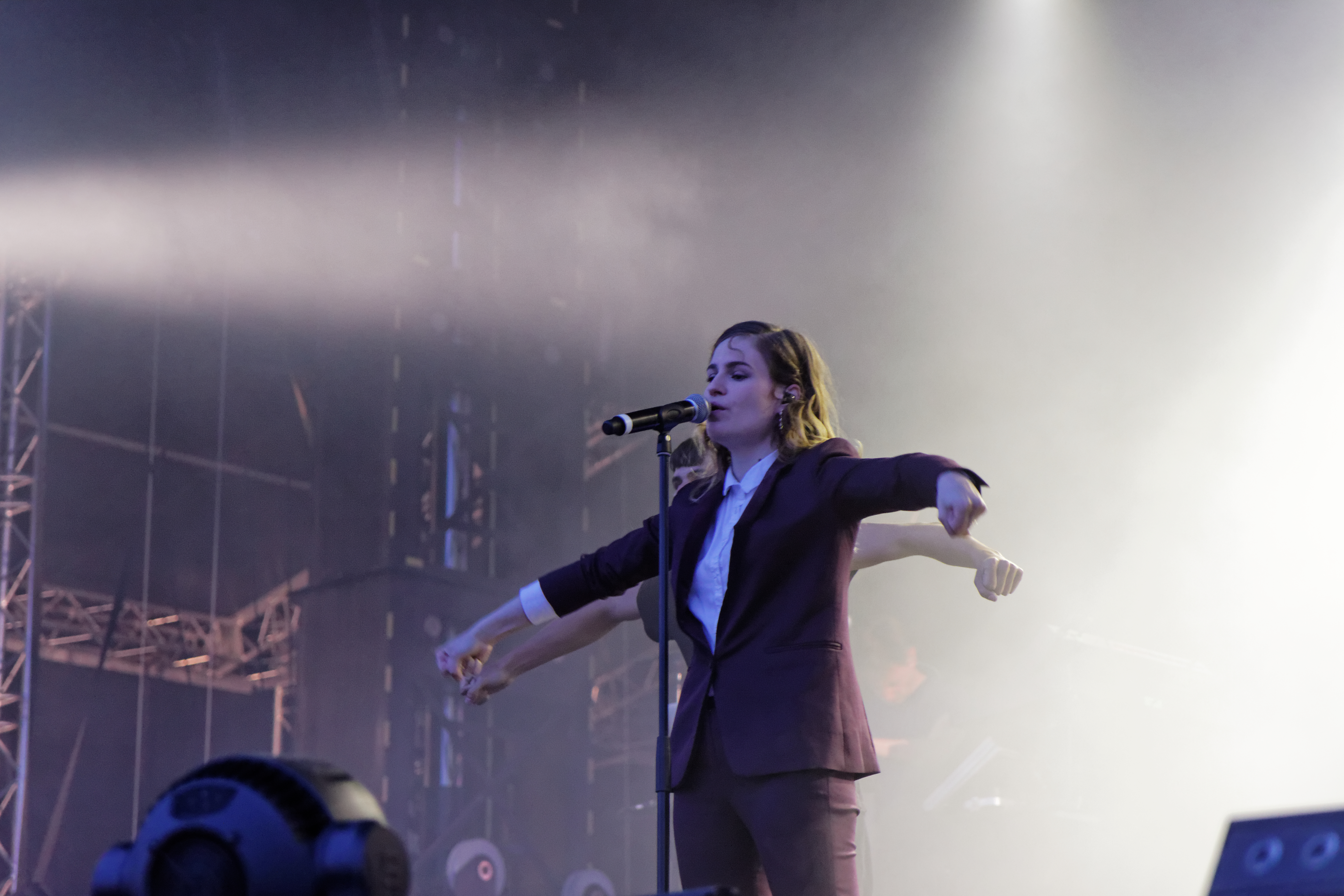
Christine and the Queens al Festival des Vieilles Charrues nel 2014

Il 2 giugno del 2014, Christine and the Queens pubblica, attraverso la Because Music, il suo album di debutto, intitolato Chaleur Humaine, dal quale vengono estratti i singoli di successo Saint Claude e Christine; quest'ultimo raggiunge il terzo posto in Francia e la vetta della classifica in Belgio. Per promuovere il suo primo vero e proprio progetto musicale, che è un connubio tra synthpop, indietronica, art pop e musica pop, la cantante partecipa a diversi festival nazionali ed internazionali, tra cui il Festival des Vieilles Charrues, il Coconut Music Festival e si impegna in diverse esibizioni a Le Botanique, Bruxelles, ad ottobre, mese in cui l'album viene certificato dalla Syndicat national de l'édition phonographique disco d'oro.
La tournée dura fino al 2015, con esibizioni all'Olympia e a La Cigale a Parigi. Il 9 febbraio del 2015 viene messo in commercio l'EP iTunes Session in edizione limitata, con all'interno delle canzoni interpretate con un pianoforte. L'EP, nonostante la tiratura limitata, riesce a debuttare alla posizione numero 39 nel territorio francese.
Sempre nello stesso anno, Christine ottiene ben cinque candidature alla trentesima edizione della Victoires de la Musique, di cui ben due vinte: quella come miglior artista femminile e quella come miglior video dell'anno per il singolo Saint Claude.
Il 14 aprile 2015 Christine pubblica il suo quinto EP, Saint Claude, il primo in lingua inglese, disponibile negli Stati Uniti grazie l'etichetta Neon Gold. L'EP contiene sei tracce, tra cui anche Tilted, ovvero la versione anglofona di Christine.
Il sesto EP, pubblicato durante il Record Store Day, con una tiratura limitata di mille copie, è stato Intranquillité, con all'interno quattro tracce, alcune riprese dal precedente EP Mac Abbey.
Il 26 febbraio del 2016, l'album viene pubblicato ufficialmente in Regno Unito e Irlanda. In Regno Unito, pur avendo debuttato alla posizione numero ottantacinque, grazie all'acclamata esibizione della cantante al Glastonbury Festival, l'album rientra in classifica alla posizione numero otto, scalando la classifica fino alla posizione numero due e piazzandosi al primo posto nella UK Indie Albums Chart, riuscendo addirittura a spodestare 25 di Adele.
La riedizione, conosciuta fuori dall'Europa con il titolo di Christine and the Queens, ha avuto un ragguardevole successo per un'artista emergente francese nelle classifiche australiane e neozelandesi.
Grazie al successo ottenuto al di fuori della Francia, Christine viene nominata nuovamente ai Victoires de la Musique nel 2016, nelle categorie di miglior live e miglior video musicale per Christine. Successivamente, riceve due nomination nell'ambito degli AIM Independent Music Awards, nelle categorie miglior innovazione indipendente dell'anno e miglior canzone indipendente per Tilted.

### 2018–2019:Chris
Dopo due anni di assenza dalle scene musicali, nel 2018 Christine and the Queens formalizza il suo nome d'arte in Chris, annunciando di tornare con un secondo album in studio intitolato proprio Chris, la cui pubblicazione è avvenuta il 21 settembre 2018. Il primo singolo estratto dal nuovo progetto è Damn, dis-moi, canzone dalle sonorità funk e synthpop pubblicata il 17 maggio. Anche in questo caso, come per Christine, la canzone ha una versione cantata in lingua inglese e intitolata Girlfriend. Il singolo riesce ad entrare nella top 10 della classifica francese e nella top 100 della UK Singles Chart, rimanendovi tuttavia una sola settimana.

### 2020–presente:La vita nuovaeRedcar les adorables étoiles
Il 27 febbraio 2020 viene pubblicato l'EP La vita nuova, anticipato dal singolo People, I've Been Sad. L'EP, accolto positivamente dalla critica specializzata, vede la partecipazione della cantante statunitense Caroline Polachek.
Il 24 giugno 2022 viene pubblicato il singolo Je te vois enfin, come primo estratto dal terzo album in studio, Redcar les adorables étoiles, uscito a novembre 2022.

## Stile e influenze
Lo stile musicale di Christine spazia dall'art pop al synthpop, toccando generi e stili differenti come l'indietronica e il chillwave. Le sue più grandi influenze artistiche sono Christophe, Daniel Balavoine, David Bowie e soprattutto Michael Jackson, specialmente nella spettacolarità e nelle mosse di danza.

## Vita privata
In un'intervista a Elle del 2016 ha affermato di definirsi pansessuale.
Apertamente genderqueer, ad agosto 2022 annuncia pubblicamente in un video sui social di preferire l'uso dei pronomi maschili nei suoi confronti, che utilizzava già da un anno in ambienti privati.

## Discografia

### Album in studio
- 2014 – Chaleur Humaine
- 2018 – Chris
- 2022 – Redcar les adorables étoiles (prologue)
- 2023 – Paranoia, Angels, True Love

### EP
- 2011 – Miséricorde
- 2012 – Mac Abbey
- 2013 – Nuit 17 à 52
- 2015 – iTunes Session
- 2015 – Saint Claude
- 2015 – Intranquillité
- 2016 – Live from Spotify London
- 2018 – Spotify Singles
- 2020 – La vita nuova
- 2020 – La Vita Nuova : Sequences 2 & 3
- 2021 – Joseph

### Singoli
- 2013 – Nuit 17 à 52
- 2014 – Saint Claude
- 2014 – Christine
- 2015 – Paradis Perdus
- 2015 – No Harm Is Done
- 2015 – Jonathan
- 2016 – Tilted
- 2018 – Damn, dis-moi
- 2018 – Doesn't Matter (Voleur de soleil)
- 2018 – 5 Dollars
- 2018 – La Marcheuse
- 2019 – Comme si
- 2019 – Gone (con Charli XCX)
- 2020 – People, I've Been Sad
- 2020 – I Disappear in Your Arms
- 2020 – La vita nuova
- 2020 – 3SEX (con Indochine)
- 2022 – Je te vois enfin

## Tournée

### Artista principale
- 2018/19 – Chris Tour

### Artista d'apertura
- 2016 – Neon Nature Tour di Marina and the Diamonds
- 2019 – High as Hope Tour dei Florence and the Machine

## Riconoscimenti
| Anno | Organizzazione               | Nomination               | Premio                                       | Risultato        |
| ---- | ---------------------------- | ------------------------ | -------------------------------------------- | ---------------- |
| 2012 | Printemps de Bourges         | Christine and the Queens | Miglior artista emergente                    | Vincitore/trice  |
| 2012 | Francofolies                 | Christine and the Queens | Premières Francos                            | Vincitore/trice  |
| 2014 | MTV Europe Music Awards      | Christine and the Queens | Miglior artista francese                     | Candidato/a      |
| 2014 | Victoires de la Musique      | Christine and the Queens | Gruppo o artista rivelazione dell'anno       | Candidato/a      |
| 2015 | NRJ Music Awards             | Christine                | Miglior singolo dell'anno                    | Candidato/a      |
| 2015 | NRJ Music Awards             | Christine and the Queens | Miglior artista femminile francese           | Candidato/a      |
| 2015 | MTV Europe Music Awards      | Christine and the Queens | Miglior artista francese                     | Candidato/a      |
| 2015 | Victories de la Musique      | Christine and the Queens | Artista femminile dell'anno                  | Vincitore/trice  |
| 2015 | Victories de la Musique      | Christine and the Queens | Concerto/Spettacolo dell'anno                | Candidato/a      |
| 2015 | Victories de la Musique      | Chaluer Humaine          | Album dell'anno                              | Candidato/a      |
| 2015 | Victories de la Musique      | Saint Claude             | Canzone originale dell'anno                  | Candidato/a      |
| 2015 | Victories de la Musique      | Saint Claude             | Videoclip dell'anno                          | Vincitore/trice  |
| 2016 | Victories de la Musique      | Christine                | Videoclip dell'anno                          | Vincitore/trice  |
| 2016 | Victories de la Musique      | Christine and the Queens | Concerto/Spettacolo dell'anno                | Vincitore/trice  |
| 2016 | AIM Independent Music Awards | Christine and the Queens | Innovazione indipendente dell'anno           | Vincitore/trice  |
| 2016 | AIM Independent Music Awards | Tilted                   | Canzone indipendente dell'anno               | Candidato/a      |
| 2016 | IMPALA Awards                | Chaleur Humaine          | I migliori 19 album dell'anno                | Vincitore/trice  |
| 2016 | BBC's 100 Women              | Christine and the Queens | Le migliori 100 donne del 2016               | 31ª classificata |
| 2016 | Vanity Fair                  | Christine and the Queens | Il francese più influente nel mondo del 2016 | 1ª classificata  |
| 2016 | Q Awards                     | Christine and the Queens | Miglior artista esordiente                   | Candidato/a      |
| 2016 | Q Awards                     | Chaleur Humaine          | Miglior album                                | Candidato/a      |
| 2017 | BRIT Awards                  | Christine and the Queens | Miglior artista femminile internazionale     | Candidato/a      |
| 2017 | NME Awards                   | Christine and the Queens | Miglior artista femminile internazionale     | Vincitore/trice  |
| 2017 | NME Awards                   | Christine and the Queens | Miglior nuovo artista                        | Candidato/a      |
| 2017 | NME Awards                   | Christine and the Queens | Miglior "Live Band"                          | Candidato/a      |
| 2017 | NME Awards                   | Tilted                   | Miglior singolo                              | Vincitore/trice  |
| 2017 | IMPALA Awards                | Chaleur Humaine          | Miglior album                                | Candidato/a      |